# Mising Autonomous Council
El Mishing o Mising Autonomous Council (MAC) és un consell de districte autònom d'Assam (Índia) creada per a l'ètnia mising o mishing l'octubre del 1995.